# Xyris witsenioides
Xyris witsenioides är en gräsväxtart som beskrevs av Daniel Oliver. Xyris witsenioides ingår i släktet Xyris och familjen Xyridaceae. Inga underarter finns listade i Catalogue of Life.